# Zadnji udarec (film, 1998)
Zadnji udarec je ameriški znanstvenofantastični apokaliptični film iz leta 1998, ki ga je režirala Mimi Leder, scenarij pa sta napisala Bruce Joel Rubin in Michael Tolkin. V glavnih vlogah igrajo Robert Duvall, Téa Leoni, Elijah Wood, Vanessa Redgrave, Maximilian Schell in Morgan Freeman. Film prikazuje poskuse človeštva, da bi se pripravili in uničili 11 km širok komet, ki naj bi trčil v Zemljo in povzročil množično izumrtje.
Film je bil premierno predvajan 8. maja 1998. Po vsem svetu je zaslužil več kot 349,5 milijona dolarjev s produkcijskim proračunom v višini 80 milijonov dolarjev in tako postal šesti najbolj dobičkonosen film leta 1998.
To je bil zadnji film filmarja Dietricha Lohmanna, ki je umrl pred izidom filma.

## Vsebina
Maja 1998 Leo Beiderman na zvezdniški zabavi v Richmondu v Virginiji opazuje neznani predmet na nočnem nebu. Sliko pošlje astronomu dr. Marcusu Wolfu, ki ugotovi, da gre za zelo velik komet, katerega pot kaže, da bo zadel Zemljo, kar Wolfa zelo šokira. Wolf odhiti v svojem avtu, da bi opozoril vse na prežečo nevarnost, vendar umre v prometni nesreči.
Leto pozneje Jenny Lerner preiskuje ministra za finance Alana Rittenhousea zaradi njegove povezave z "Ellie", za katero domneva, da je ljubica; zmedena je, ko najde njega in njegovo hčerko Lily, kako tovorita čoln z velikimi količinami hrane in druge opreme za preživetje. Aretira jo FBI in jo odpelje na srečanje s predsednikom Tomom Beckom, ki jo prepriča, naj ne pove zgodbe v zameno za vidno vlogo na tiskovni konferenci, ki jo bo organiziral. Pozneje odkrije, da je "Ellie" pravzaprav akronim – E.L.E. – ki pomeni "dogodek na ravni izumrtja". Dva dni pozneje Beck napove, da komet Wolf–Beiderman leti proti Zemlji, v katero bo trčil čez približno eno leto in bi lahko pri tem povzročil izumrtje človeštva. Razkrije, da Združene države Amerike in Rusija izdelujejo vesoljsko plovilo za prevoz ekipe, ki bo z jedrskimi bombami spremenila pot kometa.
Messiah malo kasneje odleti v vesolje s posadko petih ameriških astronavtov in enega ruskega kozmonavta, ki ga vodi kapitan Spurgeon Tanner. Pristanejo na najbolj zunanji plasti kometa in vstavijo jedrske bombe globoko pod njegovo površino, vendar se komet premakne proti sončni svetlobi. Posledično Orena zaslepi in eksploziven izpust plina požene Gusa v vesolje. Preostala posadka pobegne s kometa in razstreli bombe. Vendar, namesto da bi obrnile komet, ga bombe prelomijo na dvoje. Beck v televizijskem nagovoru napove neuspeh misije in da oba dela – večji, zdaj imenovan Wolf, in manjši, imenovan Beiderman, še vedno letita proti Zemlji. Izračunajo, da bo Biederman padel v severni Atlantik in ustvaril velike morske valove, ki bodo uničili obmorska mesta, medtem, ko bo Wolf padel na zahodno Kanado, njegov udarec pa naj bi napolnil ozračje s prahom, zaradi česar bo zakril sonce, kar bo trajalo dve leti ter pri tem ustvarilo smrtonosno zimo, ki bo uničila vse življenje na površju planeta.
Razglasi se vojno stanje in izbere 800.000 Američanov, ki se pridružijo 200.000 vnaprej izbranim posameznikom v podzemnih zakloniščih v apnenčastih pečinah Missourija. Lernerjina mati Robin kmalu stori samomor. Vicky in Chuck še vedno nista izbrana za v zaklonišče. Zadnji poskus odvrnitve kometov z medcelinskimi balističnimi raketami je neuspešen. Po prihodu v zavetišče se Leo izogne varnostnikom in odide iskat Sarah. Doseže jo na avtocesti in njo ter njenega novorojenega brata odpelje na varno v gore, Vicky in Chuck pa ostaneta v zastoju. Lerner zarvne svoj sedež v evakuacijskem helikopterju Beth in ga preda njeni hčerki Caitlin, namesto tega pa odidde na plažo, kjer se pobota z njenim očetom Jasonom.
Komet Beiderman trči v Atlantski ocean blizu rta Hatteras v Severni Karolini in ustvari megacunami, ki uniči večji del vzhodne obale Združenih držav, doseže dolini rek Ohio in Tennessee, hkrati pa prizadene tudi Evropo in Afriko. Milijoni, vključno z Lernerjevo, Jasonom, Vicky in Chuckom, umrejo, nešteto pa jih ostane brez strehe nad glavo. Leo, Sarah in njen brat preživijo, potem ko prispejo do vznožja Apalaškega gorovja. Posadka Messiah, ki ji zdaj nevarno primanjkuje sredstev za vzdrževanje življenja in preostalega pogonskega goriva, se odloči žrtvovati sebe, da bi uničila komet Wolf, tako da poleti globoko vanj in sproži svoje preostale jedrske bombe. Z video klicem se poslovijo od svojih najdražjih in uresničijo svoj načrt. Wolfa raznese na milijone kosov ledu in skal, ki neškodljivo zgorijo v zemeljskem ozračju in za eno uro osvetlijo nebo ter preprečijo nadaljnjo katastrofo. Zaradi njihovega dejanja je posadka Messiah posmrtno imenovana za junake.
Nekaj časa po tem, ko se voda umakne, Beck nagovori veliko množico na nedograjenem nadomestnem Kapitolu Združenih držav Amerike in napove načrte za ponovno izgradnjo tega, kar jim je bilo ponovno dano.

## Vloge
- Robert Duvall, kapitan Spurgeon Tanner
- Téa Leoni – Jenny Lerner
- Elijah Wood – Leo Biederman
- Vanessa Redgrave – Robin Lerner
- Maximilian Schell – Jason Lerner
- Rya Kihlstedt – Chloe Lerner
- Morgan Freeman – predsednik Tom Beck
- James Cromwell – Alan Rittenhouse
- Ron Eldard – Oren Monash
- Jon Favreau – dr. Gus Partenza
- Laura Innes – Beth Stanley
- Bruce Weitz – Stuart Caley
- Mary McCormack – Andrea "Andy" Baker
- Richard Schiff – Don Biederman
- Leelee Sobieski – Sarah Hotchner
- Blair Underwood – Mark Simon
- Dougray Scott – Eric Vennekor
- Kurtwood Smith – Otis Hefner
- Denise Crosby – Vicky Hotchner
- Charles Martin Smith – dr. Marcus Wolf